# Liste der Fornminnen in Edsele

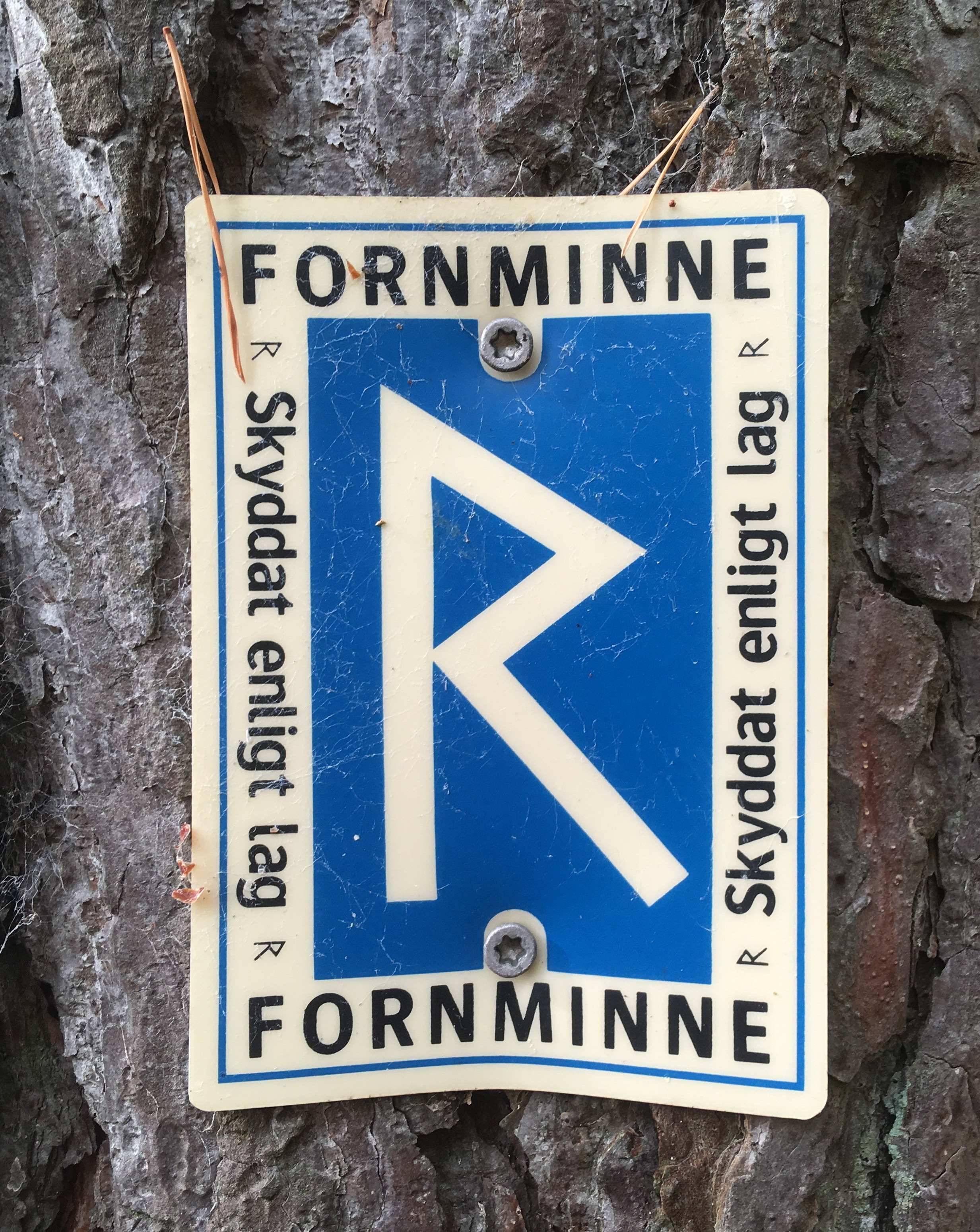
Zeichen für „Fornminnen“ in Schweden

Diese Liste der Fornminnen in Edsele zeigt die „Alten/antiken Denkmale“ (schwedisch fornminnen) im ehemaligen Socken Edsele in der heutigen Gemeinde Sollefteå der schwedischen Provinz Västernorrlands län, sie ist eine Teilliste der „Liste der Fornminnen in Västernorrland“. Die Aufteilung basiert auf der historischen Zuordnung der Gebiete in Socken (siehe auch) und der Einteilung des Zentralamts für Denkmalpflege Riksantikvarieämbetet (RAÄ). Es werden die Fornminnen aufgeführt, die auf dem Suchdienst „Fornsök“ registriert sind, welcher weitere Informationen zu den bekannten kulturhistorischen Überresten in Schweden enthält.

## Begriffserklärung
Fornminnen (schwedisch für alte/antike Denkmale oder archäologische Funde) sind in Schweden alte Objekte und archäologische Funde (Fornlämningar), welche die Überreste menschlicher Aktivitäten in der Vergangenheit bezeichnen, die durch frühere Nutzung entstanden sind und dauerhaft aufgegeben wurden. Dabei gilt für Fornminnen, die vor 1850 entstanden sind, dass sie automatisch durch das Gesetz geschützt sind. Aber auch jüngere Überreste können zu Bodendenkmalen erklärt werden, wenn sie sich an ihrem ursprünglichen Standort befinden und weitgehend erdgebunden sind. Als Fornminnen zählen u. a. Siedlungen und Siedlungsreste aus prähistorischer Zeit, Gräber und Grabstätten, Burgruinen, Ruinen von Klöstern, Kirchen und Schlössern, Steine und Felsen mit Inschriften und Bildern (z. B. Runensteine und Petroglyphen), insofern sie nicht schon als Einzeldenkmal unter Byggnadsminnen (schwedisch für Baudenkmale) oder kyrkliga Kulturminnen (schwedisch für kirchliches Kulturgut) ausgewiesen sind.

## Legende
| ID           | = | ID.Nr. des Denkmalregisters (Fornsök) im schwedische Amt für nationales Kulturerbe (Riksantikvarieämbetet (RAÄ)) |
| Lage         | = | Koordinatenangabe des Standorts                                                                                  |
| Bezeichnung  | = | Bezeichnung des Denkmalobjekts (auch RAÄ-Nr.)                                                                    |
| Beschreibung | = | Name (Denkmaltyp/Dokumentenverweis im Arkivsök) sowie eine kurze Beschreibung des Objekts                        |
| Bild         | = | Bild des Objekts sowie Verweis auf weitere Bilder                                                                |

## Liste Fornminnen Edsele
| ID             | Lage    | Bezeichnung (RAÄ-Nr.) | Beschreibung | Bild           |
| -------------- | ------- | --------------------- | --- | -------------- |
| 10245900160001 | (Karte) | Edsele 16:1           | Edsele 16:1 (Wegmarkierung / L1936:3045) Beschreibung ergänzen | Weitere Bilder |
| 10245900290001 | (Karte) | Edsele 29:1           | Edsele 29:1 (Alm / L1936:3125) Beschreibung ergänzen (auch als schwedisch „Gideåbergsbodarna“ bezeichnet) | Weitere Bilder |
| 10245900310001 | (Karte) | Edsele 31:1           | Edsele 31:1 (Alm / L1936:3127) Beschreibung ergänzen (auch als schwedisch „Utanedebodarna“ bezeichnet) | Weitere Bilder |
| 10245900320001 | (Karte) | Edsele 32:1           | Edsele 32:1 (Alm / L1936:2419) Beschreibung ergänzen (auch als schwedisch „Åsbodarna“ bezeichnet) | Weitere Bilder |
| 10245900320001 | (Karte) | Edsele 37:1           | Edsele 37:1 (Alm / L1936:3027) Beschreibung ergänzen (auch als schwedisch „Ödsgårdsbodarna“ bezeichnet) | Weitere Bilder |
| 10245900530001 | (Karte) | Edsele 53:1           | Edsele 53:1 (Alm / L1936:2421) Beschreibung ergänzen (auch als schwedisch „Halasjöfäbodarna“ bezeichnet) | Weitere Bilder |
| 10245901010001 | (Karte) | Edsele 101:1          | Edsele 101:1 (Steinsetzung / L1936:2422) die etwa 6 x 4 m große rechteckige Steinsetzung wird auch als schwedisch „Kyrkstigen“ bezeichnet, befindet sich am Westhang des Faxälven etwa 600 m östlich der Ortschaft Ödsgårdsmon | Weitere Bilder |
| 10245901130001 | (Karte) | Edsele 113:1          | Edsele 113:1 (Wegmarkierung / L1936:3263) Beschreibung ergänzen | Weitere Bilder |
| 10245901230001 | (Karte) | Edsele 123:1          | Edsele 123:1 (Fossilienfeld / L1936:2097) das Fossilienfeld (heute als schwedisch „Ramna-Rödflokullen“ bezeichnete Gebiet) befindet sich etwa 5 km nordwestlich Edsele. Zuvor wurden die Reste der Rodungsteinmauern als Steinhügelgräber (auch als schwedisch „Röfloberget“ bezeichnet) interpretiert, nach näheren Untersuchungen wurden auf dem Gebiet (etwa 65 × 40 m) 8 Steinmauern (5 runde und 3 rechteckige) mit 6-13 m Abstand zueinander entdeckt. Die Runden haben bis zu 7 m Durchmesser und die Rechteckigen weisen eine Größe von bis zu 5 x 3 m auf, welche fast vollständig überwachsen sind. | Weitere Bilder |